# Slag bij Yamazaki
De Slag bij Yamazaki (Japans: 山崎の戦い, Yamazaki no Tatakai) was een slag die plaatsvond in Japan gedurende de Sengoku-periode, tussen de volgelingen van Akechi Mitsuhide en Toyotomi Hideyoshi. De slag wordt ook wel de Slag bij Tennozan genoemd. In 1582 viel Akechi Mitsuhide, een vazal van Oda Nobunaga, deze aan terwijl hij rustte bij de tempel Honno-ji, en dwong hem tot seppuku. Mitsuhide dacht de macht en autoriteit van Nobunaga over te kunnen nemen, maar reeds dertien dagen later werd hij op het slagveld verslagen door Toyotomi Hideyoshi, ook een vazal van Nobunaga, die daarop zelf de macht in handen kreeg.

## Voorbereidingen
Ten tijde van de dood van Nobunaga, was Hideyoshi in oorlog met de Mori-clan. Het verhaal gaat dat Mitsuhide na zijn verraad een brief stuurde aan de Mori waarin hij een alliantie voorstelde om samen Hideyoshi te verslaan. De boodschapper werd echter onderschept, en de plot kwam uit. Toen Hideyoshi hoorde van de dood van Nobunaga en dat Mitsuhide zich zijn bezit had toebedeeld, begon hij onmiddellijk aan vredesbesprekingen met de Mori, terwijl de dood van Nobunaga stil werd gehouden. Nadat vrede was gesloten leidde hij zijn troepen met spoed naar Kyoto, men marcheerde soms wel 30 tot 40 kilometer per dag.
Akechi Mitsuhide had twee kastelen (Shōryūji en Yodo) in de buurt van Yamazaki. Vanwege zijn tekort aan troepen probeerde Mitsuhide steun te krijgen van het volk. Zijn verzoeken aan Hosokawa Fujitaka voor steun leidden echter tot niks. Hij had aldus een tekort aan manschappen.
Minder dan twee weken na het verraad van Mitsuhide arriveerde het leger van Hideyoshi. Mitsuhide, die de omvang van het leger van Hideyoshi had vernomen wilde het niet riskeren dat hij in een van zijn kastelen omsingeld zou worden met maar een deel van zijn troepen. Hij bereidde zich daarom voor op een veldslag. Gelegen tussen een berg en een rivier was het dorp Yamazaki een goede keuze. Er waren genoeg punten waar relatief weinig troepen tegelijk doorheen konden en op deze manier hoopte hij de numerieke verschillen te neutraliseren.
Ondertussen had Hideyoshi besloten dat het beboste gebied Tennozan, net buiten het dorp Yamazaki, van strategisch belang was voor controle over de weg naar Kioto. Hij stuurde een eenheid onder leiding van Nakagawa Kiyohide eropuit om controle over dit gebied te verzekeren. Zelf leidde bij zijn leger naar Yamazaki, waar hij makkelijk de berg wist in te nemen en hiermee een strategisch voordeel verwierf.
Mitsuhide stelde zijn leger op achter een kleine rivier (de Enmyōji-gawa), wat een goede verdediging mogelijk maakte. Die nacht stuurde Hideyoshi ninja naar het kamp van Mitsuhide, die gebouwen in brand staken en algemene onrust veroorzaakten.

## De slag
De volgende dag begon het gevecht toen Hideyoshi zijn troepen opstelde aan de overkant van de Enmyōji-gawa en een deel van de troepen van Mitsuhide via de beboste heuvel Tennozan probeerden te marcheren. Ze werden teruggedreven door haakbusvuur, en Hideyoshi voelde zich sterk genoeg om de rechtervleugel van zijn leger de rivier over te sturen tegen het centrum van het leger van Mitsuhide. Dit scheen goed te gaan, en de linkervleugel van het leger voegde zich bij de aanval, gesteund door vuur vanaf de Tennozan. Het merendeel van het leger van Mitsuhide sloeg op de vlucht, met uitzondering van 200 man onder Mimaki Kaneaki, die de dood vonden in een laatste aanval.
Paniek kreeg de overhand in het leger van Mitsuhide, en Hideyoshi achtervolgde de troepen tot kasteel Shōryūji. Mitsuhide zelf vluchtte veel verder, tot het dorp Ogurusu, waar hij gevangen werd door bandieten en vermoord. Het gerucht ging dat Mitsuhide gedood was door een boer genaamd Nakamura met een houten speer; een ander gerucht stelde dat hij niet dood was maar een nieuw leven was begonnen als een priester genaamd Tenkai. Na deze slag wist Hideyoshi de macht te krijgen over de voormalige bezittingen van Nobunaga en uiteindelijk de macht in heel Japan.